# Anita Lagercrantz-Ohlin
Anita Lagercrantz-Ohlin, folkbokförd Anita Gunnarsdotter Lagercrantz Ohlin, ogift Lundgren, född 2 februari 1926 i Stockholm, död 12 augusti 2013 i Lidingö, var en svensk journalist och författare.
Lagercrantz-Ohlin var dotter till överläkare Gunnar Lundgren och Barbro, ogift Rålamb. Hon var volontär hos Lunds Dagblad och blev sedan medarbetare hos Vecko-Journalen där hon under perioden 1956–1966 gjorde reportage, artiklar, kåserier och porträtt. Från år 1965 skrev hon för Femina och från 1973 för Svenska Dagbladet. Hon har också gett ut böcker.
Hon var gift första gången 1951–1957 med läkaren Bengt Thomasson (1924–2001), andra gången 1957–1965 med konstnären Hans-Herman Lagercrantz (1924–2016) samt tredje gången från 1966 med nationalekonomen, professor Göran Ohlin (1925–1996). Lagercrantz-Ohlin är begravd på Galärvarvskyrkogården i Stockholm.